# Gerardo Luis Palacios
Gerardo Luis Palacios (Justiniano Posse, 19 de diciembre de 1960) es un abogado y político argentino del Partido Justicialista, que se desempeñó como senador nacional por la provincia de Tierra del Fuego, Antártida e Islas del Atlántico Sur entre 1999 y 2001.

## Biografía
Nació en 1960 en Justiniano Posse (provincia de Córdoba). En 1985 se recibió de abogado en la Facultad de Derecho de la Universidad Nacional de Córdoba.
En 1987 se radicó en Ushuaia (Tierra del Fuego), ejerciendo su profesión. En paralelo, se afilió al Partido Justicialista (PJ), ejerciendo como apoderado del PJ de Tierra del Fuego desde 1990. Se desempeñó como secretario administrativo de la Legislatura del aún Territorio Nacional de la Tierra del Fuego, Antártida e Islas del Atlántico Sur entre 1989 y 1991, antes de la provincialización. Desde 1992 hasta 1999 fue secretario de la Asociación de Abogados de Tierra del Fuego y asesor letrado del bloque de concejales justicialistas del Concejo Deliberante de Ushuaia.
En diciembre de 1999 asumió como senador nacional por la provincia de Tierra del Fuego, Antártida e Islas del Atlántico Sur, para completar el mandato de Carlos Manfredotti, quien había sido elegido gobernador, hasta diciembre de 2001. Fue presidente de la comisión de Asociaciones para la Defensa de los Derechos de Usuarios y Consumidores y de la comisión mixta administradora de la Biblioteca del Congreso de la Nación. También integró como vocal las comisiones de Pesca, Intereses Marítimos y Portuarios; de Drogadicción y Narcotráfico; de Interior y Justicia; de Minería; de Familia y Minoridad; de Comercio; de Turismo; de Deportes; de Energía; de Combustibles; de Vivienda; y de la Inversión.
Tras su paso por el Senado, fue designado miembro de la Auditoría General de la Nación, en representación de la cámara alta y propuesto por el bloque justicialista, con un mandato de ocho años. En 2006 fue candidato al Superior Tribunal de Justicia de Tierra del Fuego y dos años después fue propuesto al Tribunal de Cuentas provincial.